# Свети Лаврентий (Ипсуич)
Вижте пояснителната страница за други значения на Свети Лаврентий.
Църквата „Свети Лаврентий“ е регистрирана като втори клас църковен храм в Ипсуич, Съфолк (Великобритания), който сега се използва като обществен център.
Строен през XV век, той притежава най-стария в света ансамбъл от 5 камбани.

## История
Посветената на свети Лаврентий Римски църква се издига в центъра на съвременен Ипсуич. Горната част на кулата е възстановена през 1882 г. с ново викторианско оформление, състоящо се от флорални и геометрични фигури. Необичайно, но тогава църквата е превърната в еднокорабна, като е премахната също централната алея за целите на късната англиканската литургия. „Свети Лаврентий“ служи като енорийска църква до началото на 1970-те години, когато нейната енория е закрита от епархията поради липса на членове.
Грижата за сградата е поверена на местна общинска организация, но въпреки това храмът на запада. След обсъждания на по-нататъшното ѝ използване и последващ основен ремонт през юли 2008 година църквата отново е отворена вече като социална кухня и изложбен център. Разходите по тази инвестиция са оценени на 1,2 милиона паунда и са платени от Ипсуичкият градски съвет и държавни субсидии.

## Камбани на Уолси
Кулата на църквата притежава най-стария пръстен от църковни камбани, останали в света. Всичките 5 камбани висят на съвременна стоманена рамка и бият синхронно и мелодично. Те са известни като „Камбаните на Уолси“, тъй като кардинал Уолси произхожда от този край и неговият чичо може би ги е въвел в експлоатация.
4 от тях са лети около 1450 година, а 5-ата камбана е добавена около 1480 г.. Те са запазени невредими и неизменени и още носят оригиналните си езици.
През 1985 година са свалени, тъй като кулата е обявена за опасна. След реконструкция, инсталиране на новата камбанна рамка и основен ремонт на камбаните в леярната в Уайтчапъл те са върнати на работа през септември 2009 г. Според IHCT следващият по възраст набор от 5 камбани се намира в църквата „Св. Вартоломей Велики“ в Сити (Лондон), като датира от 1500 г.
Камбаните на Уолси са признати от официален съвет, че имат исторически значение за Църквата на Англия.